# Михаил Карушков
Михаил Танев Карушков е бивш български футболист, вратар. Играл е за Ботев (Пловдив) от 1959 до 1973 г. Починал на 18 февруари 2015 г.

## Кариера
Роден в село Михайлово (Област Стара Загора), Карушков започва спортната си кариера в Арда (Кърджали), с който отбор играе в Б група. На 19 години е привлечен в Ботев (Пловдив) и впоследствие става легенда на „канарчетата“. Има 274 мача в А група, от които 75 мача без допуснат гол. Взима участие в около 55 официални и приятелски международни срещи (без гол в 18), в около 115 контролни срещи (без гол в 57) и 45 срещи за КСА (без гол в 17).
С Ботев Карушков е шампион на България през 1967, когато е титулярен вратар и изиграва 30 мача. Носител на Купата на Съветската армия през 1962, вицешампион през 1963 и бронзов медалист през 1961 г. Носител на Балканската клубна купа през 1972 г. Има 2 мача за А националния отбор и 1 мача за младежкия национален отбор. В евротурнирите има 12 (2 за КЕШ, 6 за КНК и 4 за купата на УЕФА).